# Rabta
Rabta est une commune de la wilaya de Bordj-Bou-Arreridj en Algérie.